# Őrzött idő
Az Őrzött idő (eredeti cím: The Keeping Hours) 2017-ben bemutatott amerikai természetfeletti horrorfilm, amelyet Karen Moncrieff rendezett és Rebecca Sonnenshine írt. A főszerepben Lee Pace, Carrie Coon és Sander Thomas látható. A film 2018. július 24-én jelent meg Video on Demand módon, 2018. augusztus 7-én pedig DVD-n jelent meg a Universal Pictures forgalmazásában.

## Rövid történet
6 évvel fiuk halála után egy elvált házaspár életét hirtelen természetfeletti esemény sújtja, és az események újra egyesítik őket, ami esélyt kínál számukra a megbocsátásra.

## Szereplők
- Lee Pace: Mark Bennett
- Carrie Coon: Elizabeth Welles
- Sander Thomas: Jacob
- Ray Baker: Lenn
- Amy Smart: Amy
- Julian Latourelle: Dash
- Ana Ortiz: Janice Trejada
- Molly Hagan: Daniels
- Brianne Howey: Caroline
- Anna Diop: Kate
- Jane Daly: Elizabeth anyja
- Cliff Chamberlain: Smith
- Lylah Raye Acosta: Emma
- Ruby Moncrieff-Karten: Isabelle

## A film készítése
A film forgatása 2015. december 1-jén kezdődött Los Angelesben, és 2016. január 22-én ért véget.